# Ондіріс (Нуринський район)
Ондірі́с (каз. Өндіріс) — село у складі Нуринського району Карагандинської області Казахстану. Входить до складу Кобетейського сільського округу.
Населення — 59 осіб (2021; 179 у 2009, 253 у 1999, 260 у 1989).
Національний склад станом на 1989 рік:
- казахи — 100 %.

Станом на 1989 рік село називалось Ондрус, також мало назву Кокмольдір.